# Homeland (serial telewizyjny)
Homeland – amerykański serial telewizyjny emitowany od 2 października 2011 do 26 kwietnia 2020 przez telewizję Showtime. Osadzony w konwencji thrillera psychologicznego, został zaadaptowany przez Howarda Gordona i Alexa Gansę na podstawie izraelskiego serialu Więźniowie wojny z 2010, stworzonego przez Gideona Raffa. Główną rolę w serialu gra Claire Danes jako Carrie Mathison, agentka CIA.
Serial otrzymał przychylne opinie amerykańskich krytyków i zdobył nagrody Złotego Globu i Emmy w kategoriach Najlepszy serial dramatyczny, Najlepszy aktor i Najlepsza aktorka.

## Opis fabuły

### Seria pierwsza
Fabuła pierwszej serii koncentruje się na osobie Carrie Mathison, agentki CIA, która, po przeprowadzeniu nieautoryzowanej i prowadzonej na własną rękę operacji w Iraku, zostaje przeniesiona do Centrum Walki z Terroryzmem CIA w Langley w stanie Wirginia. Carrie została wcześniej ostrzeżona przez irackiego informatora, że amerykański jeniec wojenny przeszedł na stronę Al-Kaidy. Niedługo później okazuje się, że Nicolas Brody, żołnierz Amerykańskiej Piechoty Morskiej, który rzekomo zaginął w 2003 roku podczas misji w Iraku, został uwolniony podczas ataku sił Delta Force na siedzibę terrorysty Abu Nazira (wysoki rangą członek Al-Kaidy). Carrie podejrzewa, że to właśnie Brody został pozyskany przez terrorystów. Rząd federalny oraz szefostwo CIA są jednak zdania, że Brody jest bohaterem wojennym i taką rolę mu narzucają. Zdając sobie sprawę z faktu, że przekonanie jej przełożonych jest niemożliwe, Carrie samodzielnie próbuje znaleźć dowody na zdradę żołnierza marine. Carrie, inwigilując Brody'ego, zakochuje się w nim. Mężczyzna wyjawia jej część prawdy o swoim pobycie w niewoli. Tymczasem przygotowuje samobójczy atak na wiceprezydenta USA. 

### Seria druga
W serii drugiej Brody zostaje kongresmenem i kontynuuje współpracę z terrorystami, ale sprzeciwia się zamachom na cywilów. Zostaje zdemaskowany przez Carrie i Saula Berensona (szefa bliskowschodniego wydziału CIA) i, za namową agentki, decyduje się wyjawić prawdę i zostać podwójnym agentem. Przyczynia się do udaremnienia zamachu na weteranów wojennych. Jednak, po tym, jak Abu Nazir porywa Carrie i grozi jej śmiercią, szantażowany Brody pomaga (nie bez satysfakcji) w zabiciu wiceprezydenta Waldena. Abu Nazir uwalnia Carrie, po czym ginie w obławie. David Estes zleca tajnym służbom eliminację Brody'ego, który nie jest już potrzebny, a posiada niewygodną wiedzę. Berenson sprzeciwia się decyzji szefa. Wykonawca egzekucji – agent CIA, Quinn, po namyśle postanawia nie wykonywać rozkazu, jako że "zabija tylko złych", a Brody jest już po właściwej stronie. Grozi natomiast śmiercią Estesowi. Podczas pożegnania wiceprezydenta w Langley dochodzi do wybuchu bomby w samochodzie Brody'ego. Ginie 219 osób, w tym Estes. Carrie, obawiając się, że o atak zostanie oskarżony Brody, wyrabia mu fałszywe dokumenty i pomaga uciec do Kanady, sama zaś wraca do CIA, by oczyścić imię ukochanego.

### Seria trzecia
Seria trzecia rozpoczyna się od zeznań Carrie przed komisją senacką na temat zamachu w Langley. Kryjąc Brody'ego, traci wiarygodność. Po tym, jak Saul publicznie odcina się od niej i wyjawia chorobę agentki, Carrie trafia na przymusowe leczenie do szpitala psychiatrycznego. W opłakanym położeniu Carrie swoją szansę upatruje Majid Javadi, szefa irańskiego wywiadu, który osobiście przyjeżdża do USA po to, by ją zwerbować. W konsekwencji sam został zwerbowany przez Carrie i Saula, ponieważ odcięcie się CIA od agentki i jej zamknięcie w szpitalu było wabikiem mającym ściągnąć Javadiego. Javadi, zmuszony do współpracy groźbą ujawnienia malwersacji finansowych, których Irańczyk dopuścił się, działając przeciwko swojemu krajowi, zostaje odesłany do Iranu jako podwójny agent.
Nicholas Brody po ucieczce z USA zostaje ciężko ranny na granicy Wenezueli, gdzie znajdują go agenci CIA, po czym umieszczają w strzeżonym przez mafię niedokończonym wieżowcu w centrum Caracas. Brody popada tam w narkomanię. Tymczasem w Waszyngtonie trwają przygotowania do zmiany szefa CIA. Zamiast Saula ma nim zostać senator Andrew Lockhart, którego wizja CIA jest całkowicie inna od tej, jaką ma Saul. Berenson przed oddaniem funkcji chce dokończyć swoją misję w Iranie i doprowadzić do zabójstwa generała Akbariego (trzeciej osoby w państwie), po to, by zastąpić go Javadim. W samobójczą misję zlikwidowania generała zostaje wysłany Brody, który wcześniej jest leczony z narkomanii i trenowany.
Brody zostaje przerzucony do Iranu, gdzie wpada w ręce Javadiego, a następnie trafia do Teheranu. Do stolicy Iranu udaje się również Carrie, aby pomóc Brody'emu w ewakuacji. Jako że misja się przedłuża, prezydent USA wydaje rozkaz zabicie Brody'ego, aby ten nie zdradził Javadiego. Carrie, wbrew rozkazom CIA, ostrzega Brody'ego przed mordercami z Mossadu, którzy mają wykonać wyrok. Brody, mając nóż na gardle, decyduje się na spotkanie z generałem Akbarim, podczas którego zabija go, a następnie ucieka, by spotkać się z Carrie, która wywozi go do kryjówki na obrzeżach Iranu. Oczekując na ewakuację, Carrie wyjawia Brody'emu, że jest w ciąży. Prezydent USA wraz z Lockhartem, ale wbrew woli Saula, wydają Brody'ego Irańczykom, po to, aby Javadi mógł wylegitymować się sukcesem i przejąć stanowisko Akbariego. Brody zostaje skazany przez sąd wojskowy na śmierć, a następnie powieszony. Carrie jest jedną z gapiów. Po czterech miesiącach od tych wydarzeń Carrie jest już w zaawansowanej ciąży. Przyjmuje propozycję Lockharta, aby zostać szefową wywiadu w Stambule. Saul przenosi się do prywatnej firmy i wraz z żoną osiedla się w Nowym Jorku.

### Seria czwarta
Carrie zostaje szefową placówki CIA w Pakistanie. Pracownicy nadają jej pseudonim "królowej dronów", jako że często przeprowadza ataki z wykorzystaniem tych urządzeń. Uzyskawszy informację od szefa placówki CIA w Pakistanie, Sandy'ego Bachmana, Carrie decyduje się zbombardować wesele, na którym gości poszukiwany terrorysta Haissam Haqqani. W wyniku bombardowania ginie wielu cywilów. Jednym z ocalałych jest Aayan, student medycyny, który przypadkowo nagrywa cały atak na telefon. Współlokator Aayana, wbrew jego wiedzy, umieszcza wideo w Internecie. Ujawnienie nagrania doprowadza do skandalu dyplomatycznego i antyamerykańskich rozruchów społecznych. Ponadto do mediów wycieka tożsamość Sandy'ego Bachmana, jako jednego z odpowiedzialnych za atak zbombardowanie wesela. Zostaje on wciągnięty w pułapkę i zabity podczas ulicznego linczu. Carrie i Quinnowi, którzy próbują go ratować, udaje się zbiec. Po tym wydarzeniu Quinn i Carrie wracają do USA. Carrie próbuje zajmować się swoją córką, Quinn zaś pije. Carrie szantażuje Lockharta, by ten pozwolił jej wrócić do Pakistanu i objąć stanowisko zmarłego Bachmana. Carrie tworzy nowy zespół, do którego dołączają Max i Fara. Quinn odmawia Carrie i dalej zadręcza się śmiercią Bachmana, odkrywając przypadkowo, że lincz, w którym zginął agent, był sterowany z zewnątrz przez pakistańskie służby. Po stwierdzeniu tego faktu Quinn udaje się do Islamabadu by, pomóc Carrie.
W Ambasadzie USA w Islamabadzie Carrie zostaje niechętnie przyjęta przez współpracowników oraz ambasador Marthę Boyd. Wkrótce do ambasady przylatuje Saul, który ma pomóc w zabezpieczeniu placówki. Quinn odkrywa, iż za zabójstwem Bachmana stał Farhad Ghazi powiązany z ISI (pakistańską agencją wywiadu). W międzyczasie agentka ISI Tasneem Qureshi szantażuje męża ambasador USA – Dennisa Boyda i zmusza go do dalszej współpracy (wychodzi na jaw, że wcześniej informacji ISI dostarczał Sandy Bachman, który otrzymywał je od Boyda). Boyd dostarcza obcemu wywiadowi informacji na temat Carrie. Saul próbując odlecieć do USA, spotyka na lotnisku Farhada Ghaziego, który zwabia go w pułapkę, a następnie uprowadza. Carrie dociera do Aayana, studenta medycyny, który przeżył masakrę podczas nalotu na pakistańskie wesele. Carrie, udając dziennikarkę, uwodzi chłopaka i podstępem zmusza go, by ten uciekł do swojego wujka – Haqqaniego i tym samym zdradził jego pozycję. Kiedy chłopak dociera na miejsce, zostaje zabity przez swojego wujka, który jednocześnie na spotkanie z nim przywozi zakładnika – Saula, który służy za żywą tarczę.
Po porwaniu Saula i niepowodzeniu w ujęciu Haqqaniego, do Islamabadu dociera szef CIA – Andrew Lockhart, który w roli obserwatora czuwa nad pracą swoich ludzi w Islamabadzie. Dennis Boyd, na polecenie Qureshi, podmienia tabletki Carrie na twarde narkotyki. Carrie, w narkotycznym transie, włóczy się po ulicach Islamabadu, zostaje jednak uratowana przez ludzi pułkownika Khana, który jako jedyny członek ISI wierzy w sojusz Pakistańczyków z Amerykanami. Saulowi udaje się uciec z niewoli, kontaktuje się z Carrie, aby zorganizowała ewakuację. Jednocześnie wymusza na niej przyrzeczenie, że ta zabije go, gdyby ewakuacja nie miała się powieść. Nie udaje się wyciągnąć Saula z obławy, Carry zatem oszukuje go i prowadzi w ręce wroga, aby uniemożliwić mu tym samym samobójstwo. Khan zdradza Carrie, iż Dennis Boyd jest zdrajcą. Carrie przesłuchuje Boyda, do akcji włącza się również Martha Boyd, która postępem usiłuje wydobyć od męża przyznanie się do zdrady stanu. Haqqani zamierza wymienić Saula na kilka terrorystów, którzy są w amerykańskiej niewoli. Wymiana ma miejsce na płycie lotniska, na którym po jednej stronie ustawiają się członkowie ISI na czele z Tasneem Qureshi, a po drugiej Amerykanie dowodzeni przez Carrie. Zabezpieczeniem transakcji jest mały chłopiec, który zostaje ubrany przez terrorystów w pas szahida. Saul nie chce zostać wymieniony i prosi o śmierć. Carrie nie pozwala mu jednak umrzeć i wymiana dochodzi do skutku. Podczas powrotu do ambasady konwój z Carrie i Saulem zostaje zaatakowany. Na miejsce ataku zostają wysłani prawie wszyscy marines z budynku ambasady. Opustoszała ambasada w tym samym czasie zostaje zaatakowana przez Haqqaniego i grupę terrorystów. Dyrektor CIA ucieka do skarbca ambasady wraz z ambasador, jej mężem oraz kilkoma innymi pracownikami, zabierając ze sobą cenne dokumenty, zawierające dane osobowe osób, które zostały zwerbowane do współpracy z CIA. Haqqani morduje członków CIA, którym nie udało się uciec i bierze do niewoli między innymi Maxa i Farę. Wraz z zakładnikami dociera do skarbca i żąda wydania akt, mordując co chwila kolejnego zakładnika. Wbrew woli ambasador, Lockhart decyduje się opuścić skarbiec i oddać dokumenty, po to, by nie dopuścić do egzekucji Fary. Pomimo otrzymania dokumentów, Haqqani zabija Farę, po czym zostaje zaatakowany przez Quinna i żołnierza marines, którzy obserwowali w ukryciu poczynania terrorystów. Haqqani ucieka z ambasady, do której wkrótce dociera Carrie i Saul, nieświadomi wydarzeń, jakie miały miejsce po tym, jak ich konwój został zaatakowany.
Po wydarzeniach w ambasadzie prezydent USA zrywa stosunki dyplomatyczne z Pakistanem i ewakuuje ambasadę. Quinn postanawia zostać, aby wytropić i zabić Haqqaniego. Carrie czuje się przegrana, ale również prosi Lockharta o możliwość pozostania, po to, by mogła wraz z Quinnem wrócić do USA. Tymczasem Quinn porywa Farhada Ghaziego, pytając go o lokalizację Haqqaniego. Kiedy nie uzyskuje potrzebnych mu informacji, zwraca się do swojej dawnej kochanki pracującej w ambasadzie Niemiec. Astrid udziela mu schronienia oraz pomaga wytropić Haqqaniego, który ukrywa się w willi w Islamabadzie. Quinn samodzielnie konstruuje bombę i prosi o pomoc Kiran (dziewczynę Aayana), by ta pomogła mu zorganizować demonstrację, która sprowokuje Haqqaniego do opuszczenia willi i znalezienia się w polu rażenia bomby. Plan Quinna legnie w gruzach, w chwili, gdy Carrie znajduje się w pobliżu samochodu Haqqaniego. Kobieta uniemożliwia detonację bomby, po czym uświadamia sobie, iż sama musi zabić Haqqaniego. Zostaje jednak powstrzymana przez pułkownika Khana, który zwraca jej uwagę na to, iż Haqqani podróżuje wraz z Dar Adalem, szarą eminencją CIA.
Carrie i Quinn wracają do USA. Carrie boryka się ze śmiercią ojca, który doznał rozległego wylewu. Na wieść o śmierci przyjeżdża matka Carrie, która przed piętnastoma laty porzuciła męża, ją i jej siostrę. Carrie wyrzuca ją z domu. Dar Adal wyjawia Saulowi swoją misję, którą wykonał w Pakistanie. Dar Adal w sposób dyplomatyczny dogadał się z Haqqanim i zneutralizował go, dodatkowo zdobywając film, na którym Saul przebywał w niewoli, podczas porwania. Po zabezpieczeniu tego nagrania Saul może zostać następcą Lockharta na stanowisku dyrektora CIA. Carrie i Quinn zbliżają się do siebie, ale Carrie obawia się, że nie jest w stanie z powodu swojej choroby, stworzyć stałego związku. Carrie przyjeżdża do swojej matki, po to by wyjaśnić niejasności sprzed lat. Quinn, po odtrąceniu przez Carrie, udaje się na misję do Syrii i Iraku, nie mówiąc o tym Carrie. Agentka, szukając kontaktu z Quinnem, udaje się do Dar Adala. Zdradza, że widziała go w samochodzie z Haqqanim, sugerując mu zdradę i grożąc wydaniem go mediom. Na co Dar Adal zaprasza ją do ogrodu, w którym gościem jest Saul, będący po stronie Adala. Zdruzgotana Carrie, spodziewając się raczej, że za zdradę Saul "naplułby w twarz" Adalowi, odjeżdża spod domu.

### Seria piąta
Piąta seria serialu rozgrywa się w 2016 roku, dwa lata po wydarzeniach z serii czwartej. Carrie pracuje w Berlinie dla prywatnej firmy, prowadzonej przez filantropa Otto Düringa. Wspólnie z nowym partnerem – Jonasem, wychowuje swoją córkę. Do placówki CIA w Berlinie, prowadzonej przez Allison Carr włamują się dwaj hakerzy, którzy kradną cenne informacje wywiadowcze. Carrie jest proszona przez swojego szefa o zorganizowanie spotkania w syryjskim obozie uchodźców, dzięki jej kontaktom z Hezbollahem udaje jej się to zorganizować. Podczas spotkania w obozie dochodzi jednak do incydentu zbrojnego i Düring zostaje ewakuowany, Carrie zaś zostaje na miejscu by dowiedzieć się o powodach ataku. Dowiaduje się, iż to ona była celem a nie Düring. W międzyczasie Saul zakłada tajną skrzynkę, tzw. killbox w którym umieszcza nazwiska osób, które ma wyeliminować Quinn. Carrie po powrocie do Niemiec ewakuuje swoją córkę i sama się ukrywa wraz z Jonasem, odstawia leki, aby szybciej wydedukować, kto chce ją zabić. W killboxie Quinn znajduje kolejny cel – Carrie. Namierza ją i porywa, finguje jej śmierć, a następnie rozpoczyna z nią współpracę. Saul i Allison organizują w Szwajcarii pobyt syryjskiego dygnitarza, który mógłby zastąpić Al-Asada. Podczas wylotu do Syrii dochodzi do zdrady i samolot dygnitarza eksploduje. Okazuje się, iż Allison jest podwójną agentką i pracuje dla wywiadu rosyjskiego. Quinn i Carrie monitorują pocztę, by dowiedzieć się, kto zamieścił w skrzynce zlecenie zabicia Carrie. Podczas obserwacji Quinn zostaje bardzo ciężko ranny. Carrie prosi o pomoc Jonasa. Quinn będąc na granicy śmierci ucieka z kryjówki i zostaje znaleziony przez muzułmanina, który jest lekarzem. Mężczyzna zabiera Quinna do muzułmańskiej kamienicy, w której rezyduje Hajik Zayd, zwolniony z więzienia terrorysta, który planuje kolejny zamach. Quinn rozpoczyna infiltrację, jednocześnie dochodząc do zdrowia. Ostatecznie Hajik wbrew opinii innych terrorystów usiłuje zabić Quinna, ten jednak wygrywa walkę o życie i zabija terrorystę. Inny z terrorystów – Bibi, oferuje Quinnowi podróż do Turcji. Quinn przystaje na propozycję, dowiadując się, iż wujkiem Bibiego jest emir Abu Al-qaduli.

### Seria szósta
Premiera serii szóstej miała miejsce 15 stycznia 2017. Akcja szóstego sezonu toczy się w Nowym Jorku. Carrie pracuje w fundacji, która pomaga Muzułmanom w egzekwowaniu ich praw oraz doradza prezydent elekt – Elizabeth Keane, pierwszej kobiecie wybranej na prezydenta USA. Keane zamierza zmniejszyć rolę służb specjalnych, co nie podoba się między innymi Darowi Adalowi. Przeciwko nowej prezydent zostaje zawiązany spisek. Carrie pomaga także Quinnowi w jego rekonwalescencji.

### Seria siódma
Premiera siódmej serii Homeland miała miejsce 11 lutego 2018. Sezon rozpoczyna się odejściem z pracy w Białym Domu. Carrie wraca do D.C., aby zamieszkać ze swoją siostrą Maggie. Saul oraz pracownicy federalni (aż 200 członków Wspólnoty Wywiadów) zostali aresztowani po próbie dokonania zamachu na prezydenta elekta (zakończenie sezonu 6). Ta niezrównoważona kobieta skandalicznie wykorzystuje swoją władzę, pozbywając się przeciwników i prowadząc gry polityczne. Na pomoc sprawiedliwości i demokracji wyrusza Carrie Mathison, była agentka CIA.

### Seria ósma
Serial zakończył się po ósmym sezonie. Sezon toczy się wokół konfliktu w Afganistanie i Pakistanie. Carrie powraca z niemieckiej kliniki do Kabulu na prośbę Saula. Wspólnie próbują najpierw doprowadzić do zawarcia pokoju w Afganistanie, a następnie próbują zapobiec wojnie w całym regionie. W sprawy konfliktu, oprócz Pakistańczyków, mieszają się również Rosjanie.
Oprócz Claire Danes w tym sezonie wystąpił również jej mąż – Hugh Dancy – w roli konsultanta politycznego.

## Obsada
- Claire Danes jako Carrie Mathison, agentka CIA pracująca w centrum antyterrorystycznym w Langley. Od 22 roku życia choruje na cyklofrenię, w związku z czym musi regularnie zażywać klozapinę. Jest zdania, że Brody współpracuje z Al Kaidą, ale jednocześnie zakochuje się w nim z wzajemnością. Po wyrzuceniu z CIA Carrie współpracuje z agencją nieoficjalnie, staje się jedyną osobą, która wierzy w przemianę Brody'ego, i ze względów osobistych za wszelką cenę stara się go uratować przed zemstą Al-Kaidy i CIA. Występuje we wszystkich seriach serialu.
- Damian Lewis jako Nicolas Brody, żołnierz piechoty morskiej. Po powrocie z Iraku próbuje unormować swoje życie rodzinne, uważa się za patriotę, ale nie zgadza się z polityką rządu dotyczącą wojny w Iraku, w drugim sezonie zostaje kongresmenem i współpracuje z Abu Nazirem. Pod wpływem Carrie decyduje się do niej przyłączyć i raz na zawsze zniszczyć komórkę Al-Kaidy, która planuje zamach na terenie USA. Aby uratować życie Carrie, decyduje się pomóc zamordować wiceprezydenta USA. Pod koniec drugiego sezonu zostawia swoją żonę, by związać się z Carrie. Umiera, powieszony w Teheranie w ostatnim odcinku trzeciej serii. Występuje w serii 1, 2 i 3, pojawia się gościnnie w 4 serii.
- Morena Baccarin jako Jessica Brody, żona Nicholasa Brody'ego, kochanka Mike'a, nie może poradzić sobie z nową sytuacją po powrocie męża oraz z tym, że jej mąż zdecydował się na związek z Carrie. Występuje w serii 1, 2 i 3.
- Rupert Friend jako Peter Quinn, agent i zabójca CIA. Występuje w 2, 3, 4, 5 i 6 serii.
- David Harewood jako David Estes, przełożony Carrie i jej dawny kochanek, w drugim sezonie zleca zabójstwo Brody'ego tajnym służbom w imię zasady, iż USA nie zawiera umów z terrorystami. Ginie w zamachu w ostatnim odcinku drugiego sezonu.
- Diego Klattenhoff jako Mike, oficer wywiadu wojskowego, przyjaciel Nicolasa Brody'ego, na własną rękę stara się znaleźć dowody współpracy Brody'ego z terrorystami, jednak pod wpływem Carrie decyduje się odpuścić. Występuje w 1 i 2 serii oraz gościnnie w 3.
- F. Murray Abraham jako Dar Adal, specjalista CIA. Występuje w 2, 3, 4, 5 i 6 serii.
- Navid Negahban jako Abu Nazir, wysoki rangą członek Al-Kaidy. Występuje w 1, 2 serii oraz gościnnie w 3.
- Jackson Pace jako Chris Brody, syn Nicolasa Brody'ego. Występuje w serii 1-3.
- Morgan Saylor jako Dana Brody, córka Nicolasa Brody'ego. Występuje w serii 1-3.
- Mandy Patinkin jako Saul Berenson, szef bliskowschodniego wydziału CIA, dawny szef i mentor Carrie. Występuje we wszystkich seriach serialu.
- Laila Robins jako Martha Boyd, ambasadorka Stanów Zjednoczonych w Islamskiej Republice Pakistanu[6]. Występuje w czwartej serii serialu.

## Role drugoplanowe
- Corey Stoll jako Sandy Bachman, szef placówki CIA w Pakistanie[6].
- Suraj Sharma jako Aayan Ibrahima, student medycyny z Pakistanu, który przeżywa atak amerykańskiej armii[7].
- Alexander Fehling jako Jonas Happich, prawnik, z którym Carrie mieszka podczas jej pobytu w Berlinie (sezon 5)[8].
- Miranda Otto jako Allison Carr, szef placówki w Berlinie (sezon 5)[8].
- Sebastian Koch jako Otto Düring, niemiecki filantrop i szef Carrie (sezon 5)[8].
- Sarah Sokolovic jako amerykańska dziennikarka w Berlinie, która pracuje dla fundacji w której Carrie i Jonas są zatrudnieni (sezon 5)[8].

## Odcinki
| Seria | Seria | Odcinki | Oryginalna emisja   | Oryginalna emisja | VOD, Fox Polska   | VOD, Fox Polska  |
| Seria | Seria | Odcinki | Premiera serii      | Finał serii       | Premiera serii    | Finał serii      |
| ----- | ----- | ------- | ------------------- | ----------------- | ----------------- | ---------------- |
|       | 1     | 12      | 2 października 2011 | 18 grudnia 2011   | 1 marca 2012      | 24 maja 2012     |
|       | 2     | 12      | 30 września 2012    | 16 grudnia 2012   | 6 listopada 2012  | 16 stycznia 2013 |
|       | 3     | 12      | 29 września 2013    | 15 grudnia 2013   | 10 listopada 2013 | 26 stycznia 2014 |
|       | 4     | 12      | 5 października 2014 | 21 grudnia 2014   | 6 listopada 2014  | 22 stycznia 2015 |
|       | 5     | 12      | 4 października 2015 | 20 grudnia 2015   | 5 listopada 2015  | 21 stycznia 2016 |
|       | 6     | 12      | 15 stycznia 2017    | 9 kwietnia 2017   | 15 lutego 2017    | 3 maja 2017      |
|       | 7     | 12      | 11 lutego 2018      | 29 kwietnia 2018  | 13 lutego 2018    | 1 maja 2018      |
|       | 8     | 12      | 9 lutego 2020       | 26 kwietnia 2020  | 18 czerwca 2020   | 24 lipca 2020    |

## Kontrowersje
W październiku 2012 rząd libański ogłosił, że planuje wystąpienie z pozwem sądowym przeciwko producentom serialu, zarzucając im fałszywe przedstawienie wizerunku Bejrutu. W drugim odcinku drugiej serii „The Beirut is back” znajdująca się w rzeczywistości w Bejrucie ulica Hamra, zostaje pokazana jako wąska uliczka pełna bojowników skojarzonych z działalnością terrorystyczną, podczas gdy według rządu libańskiego jest to popularne miejsce spotkań pełne kawiarni i barów, a Bejrut jest miastem wyjątkowo bezpiecznym. Niezadowolenie władz libańskich wywołał również fakt, że sceny dziejące się na terenie Libanu nakręcone zostały w Izraelu. Według producentów serialu produkcja w Bejrucie nie byłaby możliwa ze względu na fakt narodowości twórcy serialu Gideona Raffa, który jest Izraelczykiem, a obywatele Izraela nie są mile widziani na terytorium Libanu.

## Nagrody i nominacje
Złoty Glob 2011
- najlepszy serial dramatyczny
- najlepsza aktorka w serialu dramatycznym – Claire Danes
- nominacja: najlepszy aktor w serialu dramatycznym – Damian Lewis

Złoty Glob 2012
- najlepszy serial dramatyczny
- najlepsza aktorka w serialu dramatycznym – Claire Danes
- najlepszy aktor w serialu dramatycznym – Damian Lewis
- nominacja: najlepszy aktor drugoplanowy w serialu, miniserialu lub filmie telewizyjnym – Mandy Patinkin

Emmy 2012
- najlepszy serial dramatyczny
- najlepszy aktor pierwszoplanowy w serialu dramatycznym – Damian Lewis
- najlepsza aktorka pierwszoplanowa w serialu dramatycznym – Claire Danes
- najlepszy scenariusz w serialu dramatycznym
- nominacja: najlepsza reżyseria w serialu dramatycznym

American Film Institute 2011
- 10 najlepszych programów telewizyjnych